# William Sloane Coffin
William Sloane Coffin, Jr. (* 1. Juni 1924 in New York City; † 12. April 2006 in Strafford, Vermont) war ein liberaler protestantischer Pfarrer und langjähriger Friedensaktivist mit internationalem Format. Er wurde in einer presbyterianischen Kirche ordiniert und war nach der Entstehung der United Church of Christ Pastor und Theologe in dieser Kirche.
In seiner Jugendzeit war er ein herausragender Athlet, ein sehr talentierter Pianist, ein CIA Agent und später Kaplan an der Yale University, wo ihn der Einfluss von Reinhold Niebuhrs Philosophie zu einem Führer der Bürgerrechts- und Friedensbewegung in den 1960er- und 1970er-Jahren werden ließ.
Coffin wurde in den Dienst als Senior Prediger an der Riverside Church in New York City berufen und Präsident von SANE/Freeze (jetzt Peace Action), der größten Friedens- und Rechtsbewegungsgruppe in den Vereinigten Staaten. Coffin wurde zu einem prominenten Gegner der Militärintervention im Vietnamkrieg und im Irakkrieg. Daneben setzte Coffin sich in seinem Leben für die Rechte von Lesben und Schwulen ein.

## Biographie

### Kindheit
William Sloane Coffin, Jr., wurde in der bürgerlichen Elite von New York City geboren. Sein väterlicher Großvater war Miteigentümer des sehr erfolgreichen Unternehmens W. & J. Sloane Company. Sein Onkel war Henry Sloane Coffin, Präsident des Union Theological Seminary und einer der bekanntesten Prediger in den Vereinigten Staaten seiner Zeit. Sein Vater, William Sloane Coffin, Sr. war Präsident des Metropolitan Museum of Art und Exekutive im Familienbetrieb.
Seine Mutter, Catherine Butterfield, wuchs im Mittleren Westen auf, und verbrachte einige Zeit in Frankreich während des Ersten Weltkrieges zur Glaubensstärkung der amerikanischen Soldaten, wo sie ihren späteren Ehemann – ebenso engagiert in Heilfürsorge Aktivitäten – kennenlernte. Ihre drei Kinder wuchsen zweisprachig mit fließendem Französisch auf und wurden zu Privatschulen in New York geschickt.
William Sr. Vater, Edmund Coffin, war ein prominenter Rechtsanwalt und Immobilienmakler, dem das Unternehmen Hearth und Home Corporation gehörte.
Nach dem Tod von Edmund Coffin ging das Unternehmen 1928 an die Söhne William und Henry, wobei William das Unternehmen managte. William Sloane, Sr. starb 1933 nach einem Herzinfarkt am 11. Geburtstag seines Sohnes Edmund. Die Mutter Catherine Sloane entschied nach dem Tod von William Sloane, Sr., Manhattan zu verlassen, und zog nach Carmel, Kalifornien.
In den folgenden Jahren wurde William, Jr. zu einem talentierten Musiker und plante eine Karriere als Pianist. 1938 schrieb ihn seine Mutter an der Deerfield Academy ein.
Mit 15 Jahren reiste William Coffin mit seiner Mutter nach Paris, Frankreich, wo er Privatunterricht im Klavierspiel bei bedeutenden Pianisten des 20. Jahrhunderts erhielt, einschließlich Nadia Boulanger. Bei Einmarsch der deutschen Wehrmacht in Frankreich ging die Familie Coffin nach Genf, Schweiz und kehrte dann in die Vereinigten Staaten zurück, wo William die Phillips Academy in Andover, Massachusetts besuchte.

### Erwachsenenzeit

#### Frühe Jahre
Nach dem Schulabschluss 1942 schrieb sich William in der Yale University ein. Neben der Perfektion am Klavier, begeisterte er sich im Kampf den Faschismus zu stoppen und wurde ein genauer Beobachter der Kriegsentwicklung in Europa. William, Jr. Coffin entschied sich 1943 als Agent für das Office of Strategic Services zu arbeiten, wurde aber abgelehnt mit der Begründung, er habe nicht die ‘gallischen Gesichtszüge’, die notwendig wären, um erfolgreich zu sein.
William, Jr. verließ die Universität und schrieb sich bei der Armee ein und wurde rasch für eine Offiziersstelle eingestuft. Nach dem Ende des Trainings wurde er für die Informationsbeschaffung zwischen der französischen und russischen Armee und amerikanischen Militärführung eingesetzt.
Nach Ende des Zweiten Weltkrieges zog Coffin nach New Haven, Connecticut, wo seine Mutter und Bruder mittlerweile lebten und kehrte nach Yale an die Universität zurück. Dort wurde er Präsident des Yale Glee Club. William Coffin war dort ein Freund von George H. W. Bush, den er bereits aus seiner Kindheit an der Phillips Academy (1942) kannte. George Bush brachte ihn in seiner Seniorzeit in die exklusive Skull and Bones Geheimgesellschaft an der Universität Yale.
Als Coffin 1949 die Universität abschloss, besuchte er das Union Theological Seminar, wo er ein Jahr blieb, bis der Koreakrieg ausbrach, was sein Interesse aktivierte, gegen den Kommunismus zu kämpfen. William Sloane Coffin, Jr. bewarb sich bei der CIA als Offizier 1950 und ging als CIA-Agent für drei Jahre nach Westdeutschland, wo er antisowjetisch eingestellte russische Flüchtlinge rekrutierte und sie trainierte das Regime von Stalin zu unterminieren.
In wachsendem Ausmaß war William Coffin, Jr. mit der Rolle der CIA und der Vereinigten Jahren nicht einverstanden, als 1953 im Iran der CIA in die Ereignisse des Sturzes von Premierminister Mohammed Mossadegh involviert war. Ebenso desillusionierte ihn die Rolle der CIA im Sturz des Präsidenten Jacobo Arbenz in Guatemala im Jahre 1954.

#### Prediger und politischer Aktivismus
Als er die CIA verließ, schrieb sich William Jr. Coffin an der Yale Divinity School ein, wo er sich den Bachelor of Divinity 1956 erwarb. Im gleichen Jahr wurde er als presbyterianischer Prediger. In diesem Jahr heiratete er Eva Rubinstein, die Tochter von Arthur Rubinstein, und wurde Kaplan am Williams College. Kurz darauf nahm er die Stelle als Kaplan an der Yale University an, wo er von 1958 bis 1975 blieb.
Mit seinem CIA Hintergrundwissen war William Coffin stark erzürnt, als er 1964 den Verlauf der Geschichte von französischer und amerikanischer Verwicklung in Südvietnam lernen und miterleben durfte. Die offizielle Haltung seiner eigenen amerikanischen Regierung zum nichteingelösten Versprechen eines Referendums in Südvietnam zur Einheit Vietnams brachte ihn in Opposition zu seiner Regierung. William Jr. Sloane Coffin wurde zu einem frühen Gegner des Vietnamkrieges und wurde berühmt für seine Antikriegsaktivitäten und Bürgerrechtsaktivismus.
Coffin hatte eine prominente Rolle in den freedom rides, dem Kampf gegen Rassentrennung und Unterdrückung der schwarzen Bevölkerung. Als Kaplan an der Yale University organisierte er Busladungen von Bürgerrechtskämpfern, um die Gesetze in den einzelnen Südstaaten zur Rassentrennung aufzuheben. Mehrmals wurde er inhaftiert, aber seine erste Verurteilung wurde vom Supreme Court überstimmt. 1962 schloss er sich der Organisation SANE: The Committee for a SANE Nuclear Policy an: einer Organisation, die er später leitete.
1961 wurde Coffin von Sargent Shriver angeworben, um ein Trainingsprogramm für ein Peace Corps zu begleiten. Coffin nahm die Aufgabe an und legte seine Arbeit als Kaplan in Yale zwischenzeitlich nieder, um an einem Programm auf einem Trainingscamp in Puerto Rico zu arbeiten.
Als Prediger nutzte Coffin seine Kanzeln als Prediger für gleichgesinnte Kämpfer, beherbergte Reverend Martin Luther King, Jr., den südafrikanischen Erzbischof Desmond Tutu und Nelson Mandela, unter vielen anderen. Garry Trudeau hat Coffin (gemeinsam mit Coffin´s Protegee Reverend Scotty Mc Lennan) in seinem Comic Doonesbury verewigt.
Während der Jahre des Vietnamkrieges sprachen Coffin und sein Freund Howard Zinn oft von einer Antikriegsplattform. Als inspirierender Rhetoriker war Coffin für seinen Optimismus und Humor bekannt: „Remember, young people, even if you win the rat race, you´re still a rat.“
Seit 1967 konzentrierte sich Coffin in der Predigt von zivilen Ungehorsam und unterstützte junge Männer, die ihre Lebensentwürfe veränderten. Er war einer von mehreren gut bekannten amerikanischen Intellektuellen, die den offen Brief unterzeichneten mit dem Titel „A Call to Resist Illegitimate authority“, der in mehreren Zeitungen im Oktober 1967 gedruckt wurde. Im gleichen Monat erwog Coffin die Battel Chapel an der Yale University zu einer Sanktuarium für Widerstandskämpfer auszurufen oder zu einem Platz großer Demonstrationen von zivilen Ungehorsam. Die Universitätsverwaltung von Yale verweigerte den Gebrauch der Universitätskirche als ein solches Sanktuarium. Coffin schrieb später, „I accused them of behaving more like 'true Blues than true Christians'. They squirmed but weren't about to change their minds… I realized I was licked.“
Am 5. Januar 1968 wurden Coffin, Dr. Benjamin Spock, Marcus Raskin, Michael Ferber und Mitchell Goodman (alle Unterzeichner des Artikels „A Call to Resist Illegitimate Authority“) von einer Grandjury beim Bundesgericht wegen „conspiracy to counsel, aid and abet draft resistance“ angeklagt. Mit Ausnahme von Marcus Raskin wurden im Juni 1968 verurteilt. Ein Berufungsgericht hob diese Verurteilung 1970 wieder auf.
Coffin verblieb Kaplan von Yale bis Dezember 1975. 1977 wurde er Seniorprediger an der Riverside Church- einer übergreifenden Gemeinde zwischen der United Church of Christ und der American Baptist Churches USA. Er trat in den folgenden Jahren offen und laut für die Unterstützung von Rechten homosexueller Menschen ein, als viele Liberale noch mit dem Thema Homosexualität nicht umzugehen vermochten. Einige seiner gesellschaftlich konservativen Kirchenmitglieder griffen offen Coffin für seine Position in der Sexualmorallehre an.
Sein progressives Christentum ließen The Nation ihn titulieren als „the true heir to Martin Luther King, Jr.“ nach Coffin´s Tod.

#### Engagement gegen weltweite nukleare Aufrüstung
Coffin begann in seiner Zeit bei der Riverside Church ein Programm gegen die weltweite nukleare Aufrüstung und stellte hierfür Cora Weiss, eine säkular eingestellte Jüdin, ein, was für einige Gemeindemitglieder unbequem war. Um seine Bemühungen gegen das weltweite nukleare Aufrüsten auszuweiten, traf er eine Anzahl von Staatsmännern weltweit. Seine Reisen führten ihn 1979 auch in den Iran, wo er einen Weihnachtsgottesdienst in der eingeschlossenen amerikanischen Botschaft in Teheran gestaltete (Geiselnahme von Teheran). Auch in Nicaragua protestierte er als Prediger gegen die amerikanische militärische Intervention.
1987 beendete er sein Amt in der Riverside Church und widmete seine Zeit dem außerkirchlichen Aktivismus. Coffin wurde Präsident von SANE/FREEZE (heute Peace Action), der größten Friedens- und Bürgerrechtsorganisation in den Vereinigten Staaten. Coffin verfasste mehrere Bücher.

#### Privates Leben
Coffin war dreimal verheiratet; seine erste Ehefrau war Eva Rubinstein, die Tochter des Pianisten Arthur Rubinstein, mit der er drei Kinder hatte. Der Tod von Sohn Alexander 1983 inspirierte Coffin zu einer seiner meist erbetenen Predigten. Coffins Tochter Amy lebt in Kalifornien und sein Sohn David als Musiker in Boston, Massachusetts. Sein Neffe Edmund Coffin wurde 1976 Olympiasieger im Vielseitigkeitsreiten.
2004 erlitt Coffin einen leichten Herzinfarkt und lebte mit seiner dritten Frau Virginia Randolph Coffin in der kleinen Stadt Strafford, Vermont, wo er am 12. April 2006 starb.

## Werke
- Letters to a Young Doubter. Westminster John Knox Press, July 2005, ISBN 0-664-22929-8 (review and article from CommonDreams.org) (Seite nicht mehr abrufbar, festgestellt im Februar 2017. Suche in Webarchiven).
- Credo. Westminster John Knox Press, Dezember 2003, ISBN 0-664-22707-4.
- The Heart Is a Little to the Left: Essays on Public Morality. Dartmouth College, 1st edition, Oktober 1999, ISBN 0-87451-958-6.
- The Courage to Love. sermons, Harper & Row, c1982, ISBN 0-06-061508-7.
- Once to Every Man: A Memoir. Autobiographie, Athenaeum Press, 1977, ISBN 0-689-10811-7.